# Pomarańcza bergamota

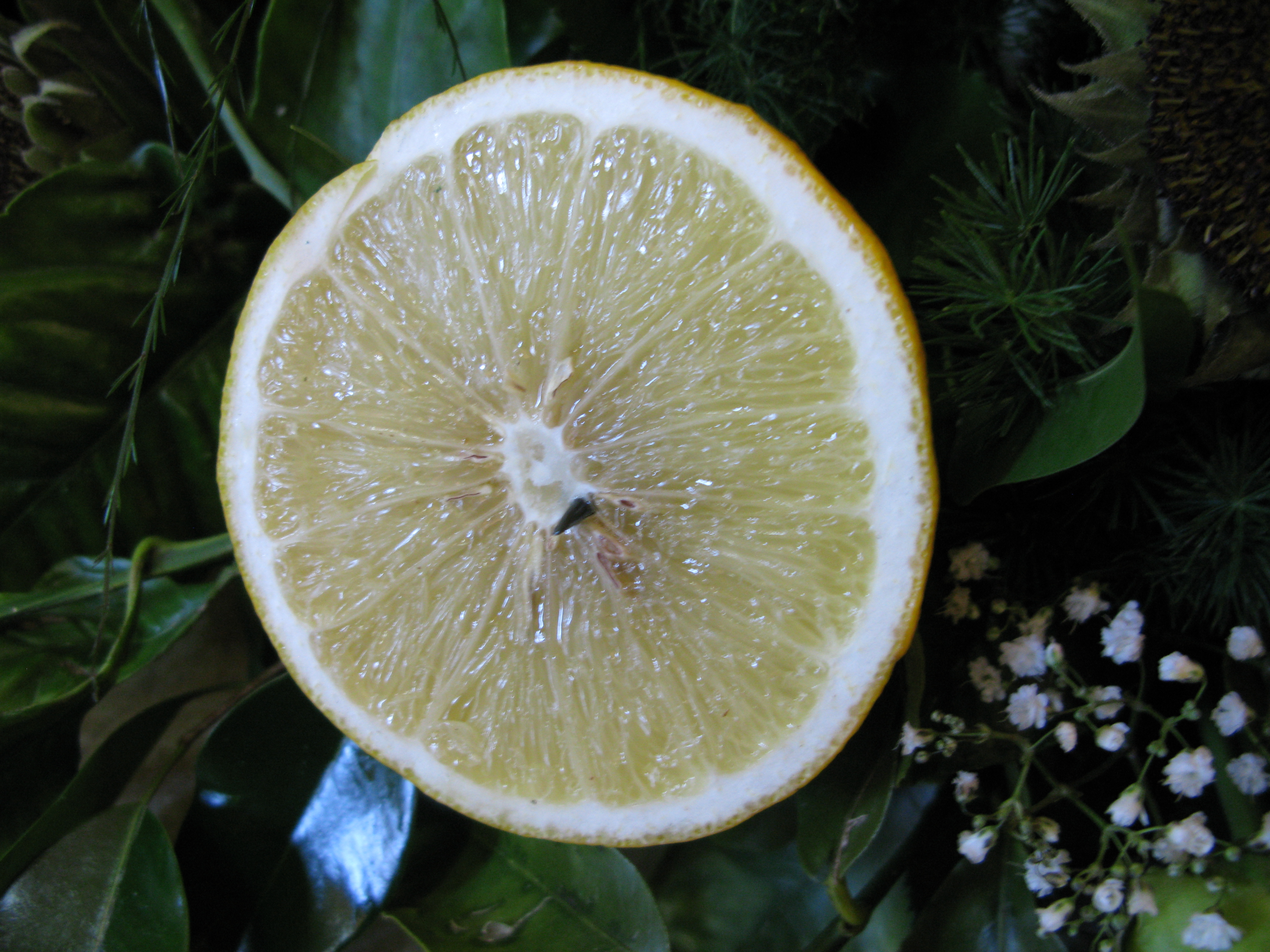
Przekrój przez owoc.

Pomarańcza bergamota (bergamota, bergamotka) (Citrus bergamium) – gatunek rośliny z rodziny rutowatych. Jej ojczyzna jest nieznana, przypuszcza się, że pochodzi z Indii. Uprawiana jest głównie we Włoszech.

## Morfologia
PokrójNiewielkie drzewo lub krzew o wysokości do 5 m. Ma szeroką koronę, a gałązki z rzadka pokryte krótkimi kolcami.
LiściePodłużnie jajowate, na wąsko oskrzydlonych ogonkach. Brzegi ząbkowane.
KwiatyMałe, słodko pachnące, zebrane w gęste baldachokształtne kwiatostany. Mają 5-płatkową białą koronę, 1 słupek i liczne pręciki.
OwoceOkrągława jagoda o gorzkim smaku i długości 6–8 cm. Ma gładką, żółtawozielonkawą okrywę i pachnący, kwaśny miąższ.

## Zastosowanie
Skórka owoców, kwiaty i liście są źródłem olejków eterycznych – olejku bergamotowego stosowanego w produkcji herbaty earl grey oraz olejku nerolowego stosowanego w perfumerii (m.in. woda kolońska). Znajduje też zastosowanie w aromaterapii (ma pomagać w stanach napięcia związanego ze stresem) oraz leczniczo przy problemach układu trawiennego.
Nie należy jej mylić z amerykańską byliną ozdobną – bergamotką (Monarda didyma) również słynącą ze swego intensywnego aromatu.

### Zastosowanie w medycynie
Skondensowany ekstrakt soku z bergamoty w postaci BPF wykazuje również korzyści dla zdrowia:
- redukcję cholesterolu LDL, podwyższenie cholesterolu HDL i obniżenie poziomu trójglicerydów[5];
- zmniejszenie fotostarzenia skóry, a co za tym idzie, ryzyka zmian nowotworowych[5];
- uzupełnienie terapii zaburzeń erekcji w przebiegu cukrzycy typu 2[6];
- korzystny wpływ na śródbłonek naczyniowy u chorych z zaburzeniem gospodarki lipidowej i węglowodanowej[6];
- działanie hipoglikemizujące (obniżające stężenie cukru we krwi)[6].